# Under Secretary of State for Civilian Security, Democracy, and Human Rights

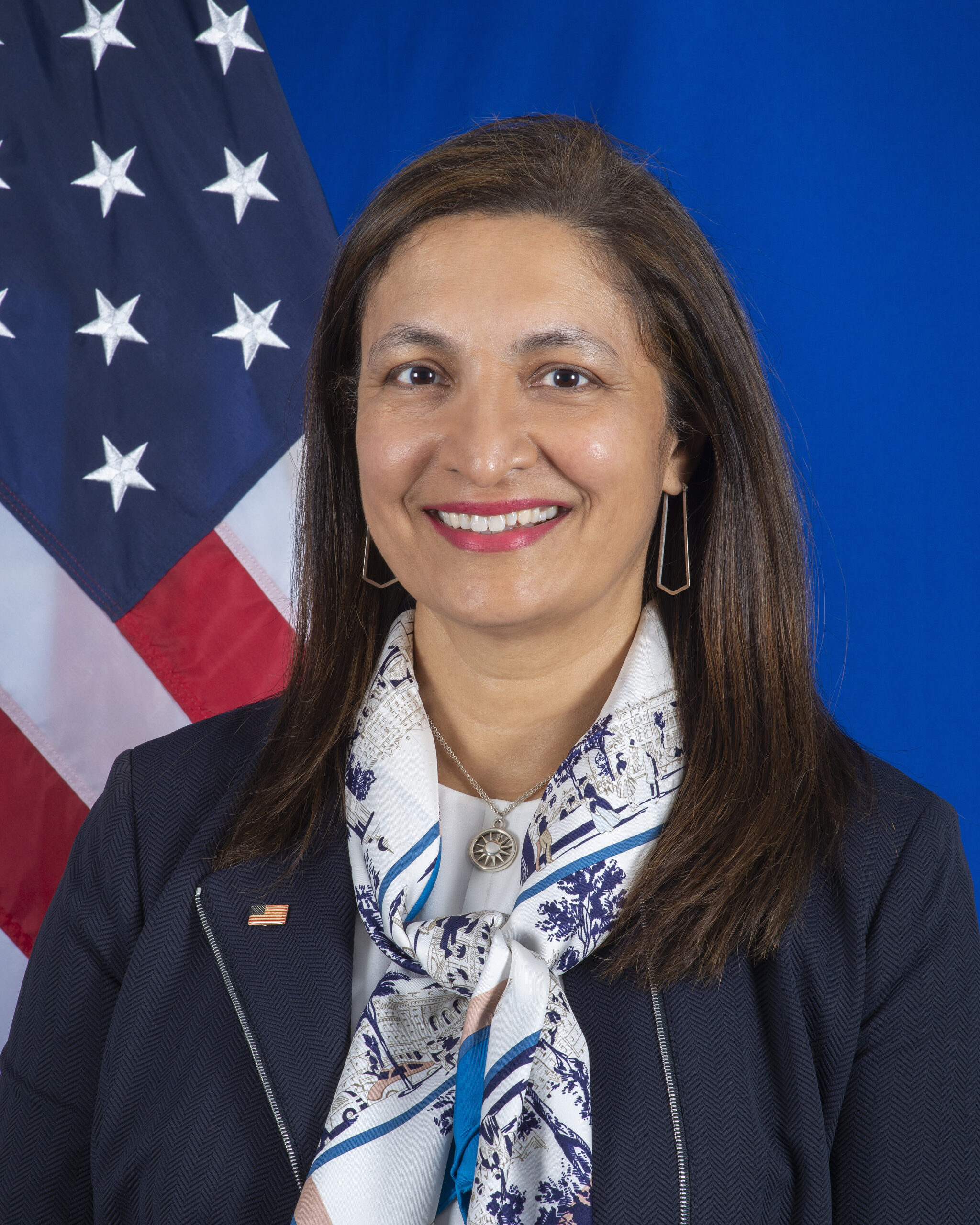
Uzra Zeya, derzeitiger Assistant Secretary

Organigramm: Die administrative Gliederung des Außenministeriums (englisch)

Der Under Secretary of State for Civilian Security, Democracy, and Human Rights ist ein Amt im Außenministerium der Vereinigten Staaten.
Der Kongress der Vereinigten Staaten erlaubte mit dem Foreign Relations Authorization Act for Fiscal Years 1994 and 1995 den fünften Under Secretary of State-Posten, den Under Secretary of State for Democracy and Global Affairs. Am 17. Januar 2017 änderte man seinen Titel zu Under Secretary of State for Civilian Security, Democracy, and Human Rights. Seine Abteilung ist zuständig für den Schutz der Bürger der Vereinigten Staaten. Sie besteht aus dem:
- Bureau of Conflict and Stabilization Operations, geleitet vom Assistant Secretary of State for Conflict and Stabilization Operations
- Bureau of Democracy, Human Rights, and Labor, geleitet vom Assistant Secretary of State for Democracy, Human Rights, and Labor
- Bureau of International Narcotics and Law Enforcement Affairs, geleitet vom Assistant Secretary of State for International Narcotics and Law Enforcement Affairs
- Bureau of Population, Refugees, and Migration, geleitet vom Assistant Secretary of State for Population, Refugees, and Migration
- Office of Global Criminal Justice, geleitet vom Ambassador-at-Large for Global Criminal Justice
- Office of International Religious Freedom, geleitet vom Ambassador-at-Large for International Religious Freedom
- Office of the Special Envoy To Monitor and Combat Antisemitism, geleitet vom Special Envoy To Monitor and Combat Antisemitism
- Office to Monitor and Combat Trafficking in Persons, geleitet vom Ambassador-at-Large to Monitor and Combat Trafficking in Persons

## Amtsinhaber
| Amtszeit  | Name                   | Bemerkung        |
| --------- | ---------------------- | ---------------- |
| 1994–1997 | Timothy Endicott Wirth |                  |
| 1998–2001 | Frank E. Loy           |                  |
| 2001–2009 | Paula J. Dobriansky    |                  |
| 2009–2013 | Maria Otero            |                  |
| 2014–2017 | Sarah Sewall           |                  |
| 2017–2020 | Nathan Sales           | geschäftsführend |
| 2020–2021 | Eric Ueland            | geschäftsführend |
| 2021      | Lisa J. Peterson       | geschäftsführend |
| 2021–     | Uzra Zeya              |                  |